# Profetior om Jesus i Gamla testamentet

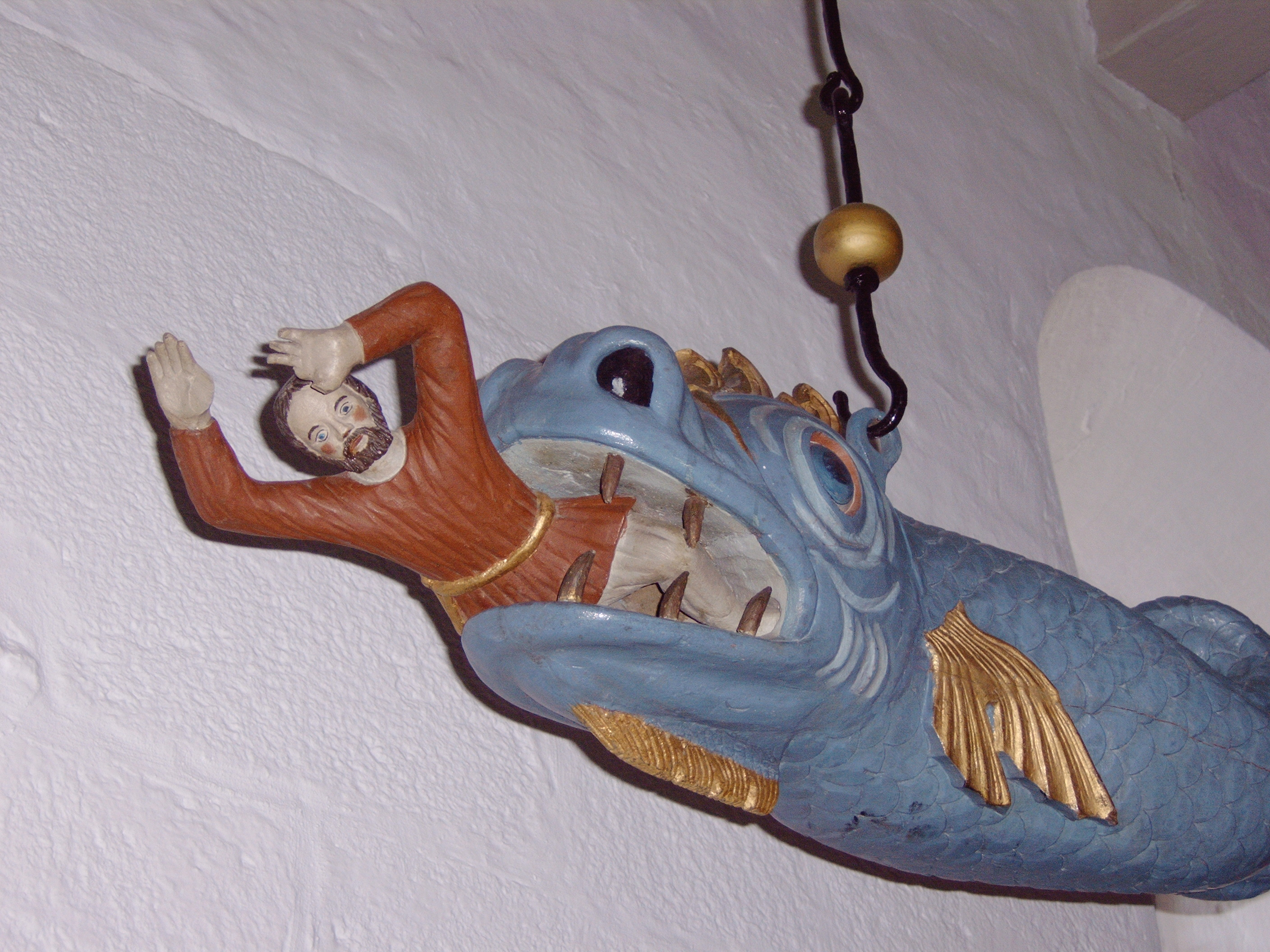
Berättelsen om profeten Jona, som vistades i den stora fisken i tre dygn, tolkas enligt Matteusevangeliet av Jesus som en förutsägelse av dennes död och uppståndelse. Hängande skulptur från ca 1750, i Hvidbjerg Kirke som ligger i Struers kommun i Danmark.

Profetior om Jesus i Gamla testamentet är en del av kristen tolkningstradition, där såväl tydligt messianska profetior som andra texter i judarnas Tanakh, som hos kristna kallas Gamla testamentet, har tolkats och tolkas som profetior om Jesus.
Bibelvetenskapen har visat att många saker som berättas i Nya testamentet kring vad Jesus sagt och gjort tillkommit för att peka på dessa gammaltestamentliga textställen.  Hur den tidiga kyrkan betraktade de gammaltestamentliga texterna framgår tydligt i berättelsen om Emmausvandringen, där den uppståndne Jesus enligt Lukasevangeliet visar för lärjungarna hur det "står om honom överallt i skrifterna." 
Judarna på Jesu tid läste sin Bibel i en grekisk översättning kallad Septuaginta, inte i hebreiskt original. En del av dessa Jesusprofetior framstår som obegripliga, när kyrkor idag i sina gudstjänster läser rent bibelvetenskapliga bibelöversättningar, som inte tar hänsyn till tolkningstraditionen. När det i skärtorsdagsgudstjänsten läses ur profeten Jesaja passagen om den lidande tjänaren, som de kristna tidigt identifierade med Kristus och korsfästelsen, att "händer och fötter är skrumpna" framstår tolkningen som mycket mindre intuitiv än mer traditionella formuleringar, med ursprung i Septuaginta, som "händer och fötter är genomborrade". Ett exempel som är viktigt för ortodoxer och katoliker, men mer sällan för protestanter, är att äldre bibelöversättningar i Jesaja 7:14 talar om att jungfrun ska föda en son, medan bibelvetenskapliga översättningar talar om "den unga kvinnan". I sådan teologi som inte godtar kyrklig tradition till källa om kunskap om Gud, faller därmed basen för den gamla kristna tron på jungfrufödseln.
Bland de detaljer i de gammaltestamentliga texterna som i Nya testamentet pekas ut som profetior om Jesus är att Jesus skulle födas i Betlehem (Mika 5:2; Matt. 2:4-6), rida in i Jerusalem på en åsna (Sak. 9:9; Matt. 21:1-11) och dö för människornas synder (Jes. 53:1-12; Apg. 8:26-40).
En särskild form av profetia är typologin, som innebär att kristen tolkningstradition inte läst texterna bokstavligt utan tagit fasta på symboliska läsningar, och därmed förmått Gamla testamentet att handla om Kristus. Ett exempel som nämns i Nya testamentet är att profeten Jonas vistelse i den stora fiskens buk i tre dygn, är en förebild för Jesu död och uppståndelse (Jona 1:15-2:1, 11; Matt. 12:38-41).
Inom judendomen är detta sätt att läsa Tanakh inte accepterat. De anser förvisso att de heliga skrifterna förutsäger en kommande Messias, men de anser inte att Jesus är denne Messias.

## Profetiornas plats i judisk och kristen historia
Gamla Testamentet/Tanakh innehåller många profetior om någon som skall komma. Detta är ett synsätt som delas av både judar och kristna. Vid vår tideräknings början var förväntningarna på att tiden för deras fullkomnande var inne stora. Den vanligaste benämningen på den man väntade på var Messias (på hebreiska) eller Kristus (på grekiska). Översatt till svenska blir det ’den Smorde’. I Gamla Testamentet smordes konungen (David - 1 Sam. 16:13), prästen (Aron - 2 Mos. 30:30) och ibland även profeten (Elisa - 1 Kung. 19:16). Vid smörjelsen kom den Helige Ande, enligt Bibelns berättelser, över personen (1 Sam. 16:13; Jes. 61:1). Messiasbegreppet står alltså för en smord person[Särskilt Utvald], utrustad av Gud på ett alldeles särskilt sätt.
Jesus gick enligt evangelierna in i dessa förväntningar och bejakade att de handlar om honom själv (Luk. 24:27), även om hans tolkning till väsentliga delar skiljde sig från de i samtiden gängse (Joh. 6:14-15; 12:23-36). Det som förvånade samtiden mest var tanken att Messias måste lida (Luk. 24:26; Joh. 12:23-36; Apg. 17:1-3).
Kyrkan har redan från begynnelsen fäst stor vikt vid tanken att Jesu liv förutsägs i Gamla Testamentet. Nya Testamentet är fullt av anspelningar på och hänvisningar till Gamla Testamentet. Genom hela den kristna historien har profetiorna om Jesus varit en central disciplin. Uppfyllelsen av profetiorna används som ett argument för att den kristna tron är sann (Jfr. Apg. 17:11). Först genom liberalteologin och den historisk-kritiska bibelvetenskapen kom intresset för profetiorna att avta inom en del kyrkosamfund.

## Typologierna

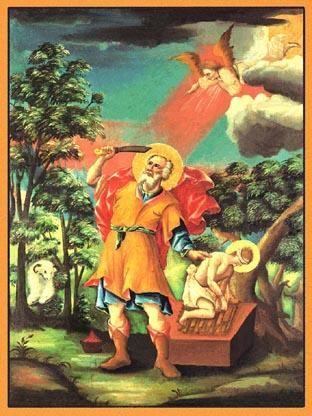
Abraham, beredd att offra sin son Isak, men hindras av Gud, och baggen offras istället. Händelsen tänks förebilda hur Gud Fader offrar sin älskade Son (Jesus), och hur Sonen sedan återuppstår. Jesus dör likt baggen i vårt ställe, och vi blir fria.

Profetiorna i Gamla Testamentet är av olika slag. En särskild form av profetia är typologin, som är en profetia i handling. Tanken är att en person eller händelse i Gamla Testamentet, genom sin likhet med vad som hände med Jesus, förebildar vad som skulle hända med honom. Både Nya testamentet och kyrkan genom historien fäster stor vikt vi dessa. Många av de profetior som har uppfattats som de mest centrala och mest utförliga är just typologier. Så uppfattas till exempel hela berättelsen om Israels uttåg ur Egypten och vandringen genom öknen in i Israels land - den berättelse som judarna uppfattar som den mest centrala i Tanakh - som en typologi om hur Jesus räddar oss från synd och död, hur vi vandrar genom detta livet i gemenskap med Gud, för att till slut nå himmelen. Vandringen genom Röda Havet / Sävhavet ses som en bild för dopet, och Mannat - färdkosten - som en bild för nattvarden (se nedan).

## Profetiorsom tänks uppfyllda i Jesus

### Gudsson som blir människa
| Händelse | Profetia | Uppfyllelse | Direkt hänvisning till profetian i NT            |
| --- | --- | --- | ------------------------------------------------ |
| Härkomst av evighet - Jesus fanns enligt Nya Testamentet före begynnelsen. | Mik 5:2 | Joh 1:1, 14; Fil 2:6-7; Kol 1:15; Hebr 1:1-3 |                                                  |
| En människoson med ett evigt rike - Jesus kallar sig "Människosonen" | Dan 7:13-14 | | Luk 1:33; Matt 16:27; 24:30; 25:31; 26:64; 14:62 |
| Bär Guds namn, evigt rike | Jes 9:6-7 | Luk 1:31-35 (Guds Son); Joh 18:4-6 (Jag Är - jfr 2 Mos 3:13-14); Joh 20:28 (Herre och Gud); Apg 20:28 (Guds eget blod - Bibel 2000 har här en gissning som saknar stöd i någon handskrift); Rom 9:5 (Gud); Rom 10:9 (Herren); Fil 2:6-7; Tit 2:13 (Gud); 2 Pt 1:1 (Gud); Hebr 1 (Guds Son). | Luk 1:31-35; Joh 12:34                           |
| Herren kommer själv | Mal 3:1 | Joh 1:1-8, 14-18; Fil 2:6-7; Kol 1:15; Hebr 1:1-3 |                                                  |
| Bara Gud själv kan friköpa oss | Ps 49:8-10, 16 | Matt 19:25-26; Apg 20:28 (Guds eget blod - Bibel 2000 har här en gissning som saknar stöd i någon handskrift); Rom 3:19-26 |                                                  |
| Messias (hebreiska) / Kristus (grekiska) / Den smorde | 1 Sam 2:10; Ps 2:1-3, 7 (Messias är Guds Son); Ps 20:7; Ps 23:5-6 (Messias skall leva för evigt); Jes 61:1ff; Klag 5:20 (Messias fängslas); Dan 9:24-26 (Rättfärdighet vinns. Profetian fullbordas. Messias förgörs.) | Matt 16:16-17; Joh 1:41; Apg 2:36; 1 Joh 5:1 | Luk 4:16-21                                      |
| I Gamla Testamentet smordes konungen (David - 2 Sam 16:13), prästen (Aron - 2 Mos 30:30) och ibland även profeten (Elisha - 1 Kung 19:16). Vid smörjelsen kom den Helige Ande enligt Bibeln över personen (2 Sam 16:13; Jes 61:1). Jesus har enligt Nya Testamentet alla dessa tre ämbeten. Se även profetior om respektive ämbete nedan. | | |                                                  |

### Jesu härkomst
| Händelse        | Profetia                             | Uppfyllelse          | Direkt hänvisning till profetian i NT |
| --------------- | ------------------------------------ | -------------------- | ------------------------------------- |
| Av Abrahams ätt | 1 Mos 12:3                           | Matt 1:1-2; Luk 3:34 |                                       |
| Av Juda stam    | Mik 5:2                              | Matt 1:2-3; Luk 3:33 |                                       |
| Av Davids ätt   | 2 Sam 7:12-16; Jes 9:6-7; Jer 23:5-6 | Matt 1:6; Luk 3:31   | Joh 7:42; Hebr 1:8                    |

### Jesu födelse
| Händelse                           | Profetia   | Uppfyllelse              | Direkt hänvisning till profetian i NT |
| ---------------------------------- | ---------- | ------------------------ | ------------------------------------- |
| Av en kvinna - utan mans medverkan | 1 Mos 3:15 | Matt 1:18-25; Luk 2:1-20 |                                       |
| Av en jungfru                      | Jes 7:14   | Matt 1:18-25; Luk 2:1-20 |                                       |
| I Betlehem                         | Mik 5:2    | Matt 2:1                 | Matt 2:4-6                            |
| Flykten till Egypten               | Hos 11:1   | Matt 2:13-15             | Matt 2:15                             |
| Barnamorden                        | Jer 31:16  | Matt 2:16-18             | Matt 2:17-18                          |

### Verksamheten
| Händelse | Profetia       | Uppfyllelse                                        | Direkt hänvisning till profetian i NT |
| --- | -------------- | -------------------------------------------------- | ------------------------------------- |
| Herrens budbärare, profeten Elia, skall gå före Herren. Johannes Döparen gick enligt Jesus före honom i Elias ande och kraft, likt Elisha (2 Kung 2:9-15). | Mal 3:1; 4:5-6 | Matt 3:1-12; Luk 1:76                              | Matt 11:7-15                          |
| Syndabocken - Jesu dop och Jesu frestelse i öknen | 3 Mos 16:20-28 | Luk 1:5-25, 57-66; Joh 1:29, 35-36; Matt 3:13-4:11 | Joh 1:29, 35-36(?)                    |
| På försoningsdagen lägger översteprästen folkets synder på en getabock - syndabocken - genom att lägga sina händer på dess huvud. En man skickar sedan ut den i öknen till "Asasel". Johannes Döparen, som är av prästerlig släkt (Luk 1:5-25, 57-66), kallar Jesus för Guds Lamm (Joh 1:29, 35-36). Johannes döper Jesus (och lägger kanske då händerna på Honom?). Sedan förs Jesus ut i öknen av den Helige Ande för att frestas av djävulen, men består provet (Matt 3:13-4:11). |                |                                                    |                                       |
| Verksam i Galileen | Jes 9:1        | Matt 4:12-17                                       | Matt 4:14-16                          |
| Verksam som profet | 5 Mos 18:15    | Matt 5:1ff                                         | Apg 3:22; 7:37                        |
| Befriar | Jes 61:1-2     | Mark 1:21ff; Luk 13:10-17; m.fl.                   | Luk 4:16-21                           |
| Besöker Templet | Mal 3:1        | Mark 11:15-19                                      |                                       |
| Rider in i Jerusalem på en åsna | Sak 9:9        | Matt 21:1-11                                       | Matt 21:4-5                           |

### Lidandet
| Händelse | Profetia                | Uppfyllelse                                     | Direkt hänvisning till profetian i NT                   |
| --- | ----------------------- | ----------------------------------------------- | ------------------------------------------------------- |
| Blir förkastad av sitt folk | Ps 118:22               | Matt 26:57-66; Joh 19:6-7, 15                   | Matt 21:42; Apg 4:11; 1 Pet 2:7                         |
| Messias/den Smorde blir fängslad | Klag 4:20               | Matt 26:47-56                                   |                                                         |
| Tidpunkten för Messias död/inridande i Jerusalem | Dan 9:24-27             |                                                 |                                                         |
| Enligt Neh 2:1-8 utgick ordet om "att Jerusalem skulle återställas och byggas upp" (Dan 9:25) i kung Artasastas 20:e regeringsår. Perserkungen Artasasta eller Artaxerxes I regerade år 465 - 424 f. Kr. Hans 20:e regeringsår bör alltså vara år 445 f. Kr. Från denna tid skall 69 veckor gå innan Messias (den Smorde) förgörs (Daniel 9:25-26). I Gamla Testamentet förekommer inte bara dags-veckor, utan även års-veckor. Så firas till exempel inte bara sabbat var sjunde dag, utan även sabbatsår vart sjunde år (2 Mos 23:10-12). 69 årsveckor (alltså 69 * 7 år) = 483 år. År 445 f.Kr. + 483 år = år 38 e.Kr. (År 0 finns inte.) Men om man räknar utifrån att varje år är mindre än 365 dagar (Ett judiskt år varierar mellan 353 och 385 dygn), i genomsnitt 360 dagar per år, så försvinner 5 dagar per år, vilket när dessa dagar läggs ihop blir (483 år * 5 dagar = ) 2415 dagar, vilket motsvarar c:a 6 år. År 38 - 6 år = år 32. Man menar allmänt att Jesus dog år 30-33 e.Kr. En vanlig tolkning av detta bibelord är att det refererar till det år då Messias skulle komma till Jerusalem, "från det att ordet utgick om att Jerusalem skall återställas och uppbyggas, till dess att den som är smord till furste kommer, skall det gå sju veckor" (Dan 9:25). |                         |                                                 |                                                         |
| Den första profetian - Protoevangelium | 1 Mos 3:15              | Kol 2:14-15; Hebr 2:14-18; 1 Joh 3:8            |                                                         |
| Kvinnans säd (maskulinum, singularis i hebreiskan) skall krossa ormens huvud, men ormen skall hugga honom i hälen. Djävulen - "ormen från urtiden" (Upp 12:9) - tror sig besegra Jesus på korset, men det är istället Jesus som besegrar djävulen. |                         |                                                 |                                                         |
| Herrens lidande tjänare | Jes 53:1-12             | Rom 4:25; 1 Kor 15:3; Hebr 9:28; 1 Petr 2:22-25 | Matt 8:16-17; Joh 12:38; Apg 8:26-40                    |
| Jes 53 v. 1: Han blev förkastad av folket, som inte trodde på honom (Matt 26:57-66; Joh 19:6-7, 15) v. 3: Jesus var föraktad (Matt 26:67-68; 27:28-31, 38-44). v. 4-5: Jesus bar enligt Nya Testamentet våra sjukdomar (Matt 8:16-17; 1 Petr 2:24) och synder (Rom 4:25; 1 Kor 15:3; Hebr 9:28; 1 Petr 2:24). v. 6: Synd är att vilja gå sin egen väg. Gud lägger vår skuld på Honom. v. 9: Jesus var utan synd (2 Kor 5:21; Hebr 4:15; 1 Petr 2:22; 1 Joh 3:5). v. 10: Jesus blev ett skuldoffer (Hebr 9:22, 28; 10:10-14). Ändå skall Han leva länge - uppståndelsen. Luk 24:36-43 |                         |                                                 |                                                         |
| "Min Gud, min Gud, varför har Du övergivit mig?!" | Ps 22:2, 8-9, 15-19, 25 | Matt 27-28                                      | Matt 27:46 - Jesus citerar själv denna psalm på korset. |
| Ps 22 v. 8-9: Jesus blev hånad på just detta sätt (Matt 27:42-43). v. 15: Lederna dras isär vid korsfästelsen. v. 16: Jesus var törstig (Joh 19:28-29). v. 17: Hans händer och fötter genomborrades av spikarna. v. 18: Hans (skelett-)ben syntes tydligt i Hans utsträckta position. v. 19: De delade Hans kläder mellan sig och kastade lott om Hans klädnad (Matt 27:35). v. 25: Uppståndelsen antyds. (Även i andra verser i psalmens senare del.) (v. 28-32: Evangeliets utbredning över världen.) (v. 30: Nattvarden) |                         |                                                 |                                                         |

### Händelser i samband med lidandet
| Händelse                                                                                 | Profetia     | Uppfyllelse                                                                           | Direkt hänvisning till profetian i NT |
| ---------------------------------------------------------------------------------------- | ------------ | ------------------------------------------------------------------------------------- | ------------------------------------- |
| Förräderi                                                                                | Ps 41:10     | Matt 26:14-25, 47-50                                                                  | Joh 14:18                             |
| Såld för 30 silvermynt, Judas kastar pengarna i Templet, Judas begravs i Krukmakaråkern. | Sak 11:12-13 | Matt 26:14-16; 27:3-10                                                                | Matt 27:9                             |
| Herden blir slagen. Lärjungarna skingras.                                                | Sak 13:7     | Joh 10:11 (Jesus är den gode herden som ger sitt liv.) Matt 26:56 (Lärjungarna flyr.) | Matt 26:30                            |
| De skall se upp till ende sonen som de genomborrat - Jesus genomborrades med ett spjut.  | Sak 12:10    | Joh 19:31-37; Upp 1:7                                                                 | Joh 19:37; Upp 1:7                    |

### Försoningen
| Händelse | Profetia                                                   | Uppfyllelse                                         | Direkt hänvisning till profetian i NT |
| --- | ---------------------------------------------------------- | --------------------------------------------------- | ------------------------------------- |
| Herrens lidande tjänare | Jes 53:3-12                                                | Se ovan.                                            |                                       |
| "Förbannad är den som är upphängd på trä" | 5 Mos 21:22-23                                             |                                                     | Gal 3:13                              |
| Den som blir upphängd på trä, står under Guds förbannelse, eftersom han syndat. Jesus hade inte syndat, men Han bar våra synder enligt Nya Testamentet (Rom 8:3; 2 Kor 5:21; 1 Petr 2:24). v. 23: Jesus begravdes samma dag. |                                                            |                                                     |                                       |
| Syndernas förlåtelse och rättfärdighet genom en ättling till David | Jes 45:25; Jer 23:5-6; 31:33; 33:15-16; Dan 9:24; Sak 13:1 | Rom 3:21-26; 1 Kor 1:30; 2 Kor 5:18-21; 1 Petr 3:18 |                                       |
| Jesus är präst och frambär sig själv som offer enligt Nya Testamentet | 1 Sam 2:35; Ps 110:4                                       | Hebr 4:14-5:10; 6:20; 7:1-10:18                     | Hebr 5:6, 10; 6:20; 7:11, 21          |
| Ett nytt förbund | Jer 31:31-34                                               | Luk 22:20; Hebr 8                                   | Hebr 8:8-12; 10:16-17                 |

### Jesu uppståndelse
Jesu uppståndelse och vår hör ihop. Jesus uppstår som den förste av de döda, för att bereda vägen för oss. - Rom 8:9-11; Kol 1:18; 3:4. Även profetiorna under rubriken "Vår uppståndelse" nedan handlar därför om Jesus.
| Händelse                                                          | Profetia        | Uppfyllelse                                          | Direkt hänvisning till profetian i NT |
| ----------------------------------------------------------------- | --------------- | ---------------------------------------------------- | ------------------------------------- |
| Messias skall ej se graven                                        | Ps 16:10-11     | Matt 28; Mark 16; Luk 24; Joh 20-21; 1 Kor 15:3-11   | Apg 2:31; 13:35                       |
| Herren gör levande och för upp ur dödsriket                       | 1 Sam 2:6       | Matt 28; Mark 16; Luk 24; Joh 20-21; 1 Kor 15:3-11   |                                       |
| Uppståndelse på tredje dagen                                      | Hos 6:1-3       | Matt 28:1; Mark 16:2; Luk 24:1; Joh 20:1; 1 Kor 15:4 |                                       |
| Messias/den Smorde skall leva för evigt                           | Ps 23:5-6       | Rom 6:9                                              | Joh 12:34                             |
| Hedningarna angriper Messias/den Smorde, Guds son, men misslyckas | Ps 2:1-3, 7, 12 |                                                      |                                       |
| Präst för evigt (som Melkisedek)                                  | Ps 110:4        | Hebr 7:24                                            | Hebr 5:6, 10; 6:20; 7:11, 21          |

### Anden
| Händelse                                                                 | Profetia     | Uppfyllelse                        | Direkt hänvisning till profetian i NT |
| ------------------------------------------------------------------------ | ------------ | ---------------------------------- | ------------------------------------- |
| Anden i hjärtat. Hjälper oss enligt Nya Testamentet att följa Guds vilja | Hes 11:19-20 | Rom 8:1-17; Gal 5:16-26            | Apg 4:32; Hebr 8:10                   |
| Lagen i hjärtat - helgelsen                                              | Jer 31:31-34 | Rom 8:1-17; Gal 5:16-26            | Hebr 8:10; 10:16-17                   |
| En bönens ande skall utgjutas                                            | Sak 12:10    | Rom 8:15, 26-27; Gal 4:6           |                                       |
| Anden utgjuts över allt kött. Syner och drömmar                          | Joel 2:28-32 | Joh 20:22; Apg 2:1-13; 1 Kor 12:13 | Apg 2:17-21                           |

### Treenigheten
Förutom vad som redan sagts om Sonen och Anden kan anföras följande.
| Händelse                                                                  | Text        | Kommentar |
| ------------------------------------------------------------------------- | ----------- | --- |
| "I begynnelsen skapade Gud ..."                                           | 1 Mos 1:1   | Jesus är Begynnelsen eller Förstlingen - Kol 1:18; Upp 22:13. Det var i - eller genom, som 1 Mos 1:1 också kan översättas - Begynnelsen / Jesus, som Gud skapade världen - Joh 1:1-3; Kol 1:16; Hebr 1:2. |
| Fadern, Sonen och Anden deltar enligt Nya Testamentet i världens skapelse | 1 Mos 1:1-3 | Fadern skapar. Guds Ande (i Bibel 2000 översatt ”gudsvind”) svävar över vattnet. Sonen är Ordet, genom vilket Gud skapar världen (Joh 1:1-3): ”Varde ljus!” (Jfr Visheten i Ords 8:1, 22-24.) |
| "Låt oss göra människor till vår avbild ..."                              | 1 Mos 1:26  | Guds rådslag inom Treenigheten när människorna skall skapas. Många människor skapas, som en avbild av mångfalden inom Treenigheten. |
| Elohim                                                                    | 5 Mos 6:4   | Det vanliga hebreiska ordet för ”Gud” är ”El”. Ändå används i Gamla Testamentet genomgående pluralformen ”Elohim” för Bibelns Gud. ”Gudar”, om vi skulle översätta det ordagrant. Ordet har dock olika betydelser och används även som beteckning i singularis för "Gud", "gud", "en mäktig man" eller "mäktiga män", såsom domare. |

### Jesu återkomst- vår uppståndelse - evigt liv
| Händelse                                                      | Profetia                                                                                     | Uppfyllelse                                                                                                 | Direkt hänvisning till profetian i NT |
| ------------------------------------------------------------- | -------------------------------------------------------------------------------------------- | --- | ------------------------------------- |
| Människosonen skall komma på himmelens moln                   | Dan 7:13-14                                                                                  | Matt 16:27; 24:30; 25:31; 26:64; Mark 14:62; Upp 1:7; 14:14                                                 |                                       |
| Jesus är konung                                               | 2 Sam 7:12-16; Jer 23:5-6; Dan 7:13-14; Sak 9:9                                              | Matt 21:5; 25:34, 40; Luk 1:32-33; 19:38; Joh 12:15; 18:37; 19:14, 15; 1Tim 1:17; 6:15; Upp 17:14; 19:6, 16 | Matt 21:5; Luk 1:32-33; Joh 12:15     |
| Konungen skall regera för evigt                               | 2 Sam 7:12-16; Dan 7:13-14; Ps 21:5; 45:3, 7; 61:7-9; Jes 9:7                                | Luk 1:32-33; 1Tim 1:17; Hebr 1:8                                                                            | Luk 1:33; Joh 12:34; Hebr 1:8         |
| Vår uppståndelse                                              | Ps 71:20; Dan 12:2                                                                           | Joh 5:21-30; Rom 8:9-11; 1 Kor 15; Kol 1:18; 3:4; 1 Tess 4:13-18; 1 Joh 3:2                                 |                                       |
| Gud befriar ur dödsriket                                      | 5 Mos 32:39; 1 Sam 2:6; Ps 30:4; 49:16; 71:20; 103:4; Hos 13:14                              | Rom 6:8-9; 1 Kor 15:26, 55; Hebr 2:14-15; Upp 1:18; 20:13                                                   | 1 Kor 15:55                           |
| Gud gör för alltid döden om intet                             | Jes 25:8                                                                                     | 1 Kor 15:54; 2 Tim 1:10; Upp 20:14; 21:4                                                                    | 1 Kor 15:54                           |
| Yttersta domen                                                | Dan 12:2                                                                                     | Matt 25:31-46; Joh 5:21-30; Upp 7:9-17; 20:11-15                                                            |                                       |
| Evigt liv                                                     | Ps 118:17-18; 133:3                                                                          | Matt 16:18; Joh 3:14-16; 10:28; Rom 8:31-39                                                                 |                                       |
| En evig relation till Gud, fylld av lovsång och rättfärdighet | Ps 15:5; 22:27; 23:6; 41:13; 48:15; 52:10-11; 73:26; 75:10; 86:12; 89:2; 119:44, 98; 145:1-2 | Rom 8:31-39; 1 Tess 4:17; Upp 7:9-17                                                                        |                                       |

## Händelser som tolkas somtypologierom Jesus

### Typologier frånuttåget ur Egypten
| Händelse | Typologi      | Uppfyllelse                             | Direkt hänvisning till typologin i NT |
| --- | ------------- | --------------------------------------- | ------------------------------------- |
| Uttåget ur Egypten - Frälsningen: Befrielse från det onda i denna världen, vandringen mot himmelen. | 2 Mos 3 - Jos |                                         | 1 Kor 10                              |
| Uttåget ur Egypten tänks vara en förebild för frälsningen: Befrielse från det onda i denna världen, vandringen mot himmelen. |               |                                         |                                       |
| Påskalammet | 2 Mos 12:1-13 | Matt 26:17-30                           | Joh 1:29; 1 Kor 8:6-8                 |
| Vandringen inleds med att ett lamm slaktas. Lammet tänks vara en förebild för Jesus (1 Kor 5:7). Jesu död möjliggör för människan att påbörja vandringen mot himmelen. Detta är den gammaltestamentliga påsken. Det sammanfaller alltså i tiden med Jesu död. v. 5: Lammet är felfritt. Jesus var utan synd (2 Kor 5:21; Hebr 4:15; 1 Petr 2:22; 1 Joh 3:5). v. 7, 12-13: Jesu blod skyddar enligt Nya Testamentet människan för Guds vrede över synden (Rom 1:18; Hebr 9:14, 22; 1 Joh 1:7). v. 46: Inget ben fick krossas. Det gjorde man inte heller med Jesus (Joh 19:31-36). |               |                                         |                                       |
| Vandringen genom Röda Havet/Sävhavet - Dopet | 2 Mos 14      | Matt 28:19; Rom 6:3-11                  | 1 Kor 10:1-2                          |
| Nästa steg på vandringen mot himmelen är dopet. Liksom de förföljande soldaterna dränktes i Röda Havet / Sävhavet, dränks synden i dopet och människan räddas genom vattnet. |               |                                         |                                       |
| Mannat i öknen och Vattnet ur klippan - Nattvarden | 2 Mos 16-17:7 | Matt 26:26-28; 1 Kor 10:16-17; 11:17-34 | 1 Kor 10:3-4                          |
| Färdkosten som ger oss kraft på väg mot himmelen är nattvarden. |               |                                         |                                       |
| De äldste i Israel åt och drack med Gud - Nattvarden | 2 Mos 24:9-11 | Matt 26:26-28; 1 Kor 10:16-17; 11:17-34 |                                       |

### Andra typologier
| Händelse | Typologi                                   | Uppfyllelse                                                                                         | Direkt hänvisning till typologin i NT |
| --- | ------------------------------------------ | --------------------------------------------------------------------------------------------------- | ------------------------------------- |
| Kopparormen - Kopparormen upphöjs på en stav, Jesus på ett kors. | 4 Mos 21:4-9                               | | Joh 3:14-16                           |
| Ormen som upphöjs tänks vara en bild för Jesus. Ormen är en bild för ondskan (1 Mos 3:1ff; Upp 12:9). Jesus är ju god och syndfri, men när Han dör på korset, ikläder Han sig synden och ondskan och dör i vårt ställe (2 Kor 5:21). Den som i tro ser upp på korset, blir renad från syndens gift och får evigt liv, enligt Nya Testamentet. En typologi hänvisad till av Jesus själv (Joh 3:14-16). |                                            | |                                       |
| Jonas tecken - Jesu död och uppståndelse | Jona 1:15-2:1, 11                          | Matt 26:17; 27:1; 28:1; Joh 18:31; 20:1                                                             | Matt 12:38-41                         |
| Jona är i den stora fisken i tre dygn, så är Jesus i graven i tre dygn. Jesus hänvisar själv till denna typologi (Matt 12:38-41). |                                            | |                                       |
| Syndoffret - Offret renar från synd | 3 Mos 4:22-26                              | | Joh 1:29; Hebr 7:1-10:18              |
| Enligt Johannes Döparen är Jesus "Guds Lamm, som tar bort världens synd" (Joh 1:29). Jesus är enligt Nya Testamentet vårt syndoffer (Rom 8:3; Gal 1:4; Hebr 9:14, 22; 10:10). Observera vers 26b - offret leder till förlåtelse! v. 23: Bocken är felfri. Jesus var utan synd (2 Kor 5:21; Hebr 4:15; 1 Petr 2:22; 1 Joh 3:5). Jesus är inte bara offret, utan också översteprästen som offrar (Hebr 4:14; 10:11-12). |                                            | |                                       |
| Försoningsdagen. Syndabocken. | 3 Mos 16:15-17; 20-22                      | | Hebr 9:7-10:21                        |
| Se kommentar till syndoffret. |                                            | |                                       |
| Abraham offrar Isak | 1 Mos 22:1-13                              | |                                       |
| Abraham är en förebild för Gud Fader. Isak, och även fåret, tänks vara en förebild för Jesus. Fadern är villig att offra sin älskade Son (Joh 3:16; Matt 17:5). v. 6: Isak bär själv veden - träet, såsom Jesus bar korset. v. 8: Offret Gud skall utse är Jesus. v. 13: Lammet - Jesus - offras i Isaks ställe och Isak går fri. v. 13: Isak återuppstår bildligt talat och Abraham får honom tillbaka. |                                            | |                                       |
| Josef blir såsom död för sin far, men återvänder i makt och ära | 1 Mos 37:12-36; 39:11-20; 40; 41:37-45; 45 | |                                       |
| kap. 37: Josef utlämnas, han ”begravs” i brunnen, hans fader Jakob tror han är död. 37:28: Josef säljs för 20 siklar silver - Jesus för 30 silvermynt (Matt 26:15). 37:26-27: Den som initierar försäljningen är Josefs bror Juda - Den som säljer Jesus heter också Juda, på grekiska Judas, Jesu apostel (Matt 26:14-15). kap. 39: Josef kastas i fängelse - Jesus fängslades. kap. 40: Josef förkunnar för överste munskänken och överste bagaren i fängelset - Jesus steg ner i dödsriket och förkunnade för ”andarna i fängelset” (1 Petr 3:19-20; 4:6). kap. 41: Josef upphöjs till makt och härlighet. kap. 45: Josef återkommer bildligt talat från de döda och visar sig för sina bröder. |                                            | |                                       |
| De förtorkade benens dal - Jesu och vår uppståndelse | Hes 37:1-14                                | Joh 5:21-30; Rom 8:9-11; 1 Kor 15; Kol 1:18; 1 Tess 4:13-18; 1 Joh 3:2; 2 Tim 1:10; Upp 20:13; 21:4 |                                       |
| Abraham rättfärdig genom tro | 1 Mos 15:1-6                               | Rom 3:20-4:25                                                                                       | Rom 4                                 |
| Noa och syndafloden - Dopet | 1 Mos 6-9:17                               | Matt 28:19; Rom 6:3-1                                                                               | 1 Petr 3:20-21                        |
| Det onda - synden - dränks. Vi räddas genom vattnet. |                                            | |                                       |
| Förlåten/förhänget i Tabernaklet | 2 Mos 26:31-34; 3 Mos 16:2-34; 34:29-35    | Matt 27:50-51                                                                                       | Hebr 10:19-20                         |
| Förlåten brast när Jesus dog. - Vi får leva nära Gud p.g.a. Jesu offerdöd. |                                            | |                                       |
| Mose talade med Gud ansikte mot ansikte, Moses slöja | 2 Mos 33:7-11; 34:29-35                    | Rom 8:5-11; Gal 5:16-26; 2 Kor 3:17-18; Kol 3:1ff; 1Joh 3:2                                         | 2 Kor 3                               |
| Vi får leva nära Gud, vi blir förvandlade av att vara nära Gud, helgelsen |                                            | |                                       |

### Uppståndelseunder i Gamla Testamentet
Uppståndelseunder i Gamla testamentet har tolkats som föregångare till människornas uppståndelse på den yttersta dagen.
| Händelse                                                                           | Bibelställe    |
| ---------------------------------------------------------------------------------- | -------------- |
| Elia uppväcker änkans son i Sarefat från de döda                                   | 1 Kon 17:17-24 |
| Elisha uppväcker sunemitiskans son från de döda                                    | 2 Kon 4:18-37  |
| En man väcks till liv när han kommer i kontakt med Elishas ben (efter dennes död). | 2 Kon 13:20-21 |